# أحمد الصافي (رجل دين)
أحمد جواد الصافي رجل دين شيعي عراقي، وأستاذ في حوزة النجف، وأحد ممثلي المرجع الإسلامي الشيعي علي السيستاني منذ سنة 2003م، ومقرّب من السيستاني، والمتولي الشرعي للعتبة العباسية في كربلاء منذ سنة 2005. وهو أحد أهم خطيبَي جمعة في كربلاء، لتبليغ آراء السيستاني إلى السياسيين والعموم. لأحمد الصافي أربعة أولاد، حتى شهر نيسان سنة 2020 يسكنون معه في النجف، أحدهم تلميذ حوزة واثنان تلميذان في أكاديمية، والرابع طفل.